# Ålandshavet
Ålandshavet (svensk: Ålands hav) er et sund, der forbinder Bottenhavet (Den Botniske Bugt) med den egentlige Østersø. Sundet adskiller også det svenske landskab Uppland fra det selvstyrede finske landskab Ålandsøerne.

## Södra kvarken
På Ålandshavets smalleste sted er der kun 30 kilometer mellem Sverige og Finland. På dette sted hedder Ålandshavet Södra kvarken.

## Europavej E18
Der er en betydelig færgetrafik over Ålandshavet.
Europavej E18s rute fra Nordirland til Sankt Petersborg går gennem sundet. Der er færger fra Kapellskär, hvor den svenske del at E18 slutter, til Nådendal, hvor den finske del af E18 starter.
Fra Kapellskär er der også en færgerute til Ålands hovedstad Mariehamn. Det Forenede Dampskibs-Selskab driver en bil- og godsfærge til Paldiski i Estland.
Siden dronning Kristinas tid har postruten fra Stockholm til Rusland (fra 1700-tallet: til Sankt Petersborg) gået over Ålandshavet. Grisslehamn var den svenske posthavn, mens Eckerö i 1800-tallet var endestationen for det russiske postvæsen.
60°10′N 19°10′Ø / 60.17°N 19.17°Ø